# Джун-джун
Джун-джун (в мн.ч: джун-джуни) е музикален перкусионен инструмент от групата на мембранофонните инструменти.
Джун-джун е подобен на нисък том-том и има три разновидности с различна големина.
Произходът му е африкански. Изпълнява басова функция в така наречените „дръм-съркълс“.
Обикновено се използва комплект от три джун-джуна, като изпълнителят свири на тях с палки с меки накрайници, акомпанирайки на останалите изпълните, които, застанали в кръг свирят на джембета.
| Портал | Портал „Африка“ съдържа още много статии, свързани с Африка. Можете да се включите към Уикипроект „Африка“. |